# 42 cm Autohaubitze M.17
42 cm Autohaubitze M.17 – austro-węgierska ciężka haubica polowa.

## Historia
W 1916 rozpoczęto projektowanie nowego działa kalibru 420 mm, lepiej przystosowanego do pełnienia roli działa polowego niż 42 cm Küstenhaubitze M.14. Wykorzystywało ono lufę haubicy M.14, ale dzięki nowemu łożu mogło być rozłożone na sześć zespołów, które na specjalnych przyczepach były holowane przy pomocy ciągników artyleryjskich Porsche M.16. Nowa haubica otrzymała oznaczenie 42 cm Autohaubitze M.16.
Pomimo rozpoczęcia montażu dział M.16, kontynuowano prace nad dalszym zmniejszeniem masy haubic kalibru 420 mm. Efektem tych prac było działo, które otrzymało oznaczenie 42 cm Autohaubitze M.17. Miało ono zmodyfikowane łoże o mniejszej masie. Zmniejszono także do czterech liczbę zespołów, na które działo było demontowane do transportu.
M.17 miało łoże stałe, przystosowane do montażu na betonowej platformie. Lufa stalowa, zamek klinowy, oporopowrotnik hydrauliczno-sprężynowy. Z działa można było wystrzeliwać pociski o masie 800 lub 1000 kg. Ładunek miotający był zmienny. Stosowano pięć ładunków z których najmocniejszy miał masę 51 kg.
Przed zakończeniem I wojny światowej żadne działo M.17 nie osiągnęło gotowości bojowej.
W 1938 jedno działo tego typu, znajdujące się na uzbrojeniu armii czechosłowackiej, zostało przejęte przez armię niemiecką. Nowy użytkownik po wprowadzeniu drobnych modyfikacji nadał działu nazwę 42 cm Haubitze M.17(t). Działo te zostało użyte do ostrzału umocnień Linii Maginota w 1940, a później podczas oblężenia Sewastopola (1941–1942).